# Chytonix chloe
Chytonix chloe är en fjärilsart som beskrevs av William Schaus 1914. Chytonix chloe ingår i släktet Chytonix och familjen nattflyn. Inga underarter finns listade i Catalogue of Life.